# Diede de Groot
Diede de Groot es una tenista paralímpica neerlandesa. Durante su carrera, ganó más de diez torneos de Grand Slam, incluidos los eventos individuales femeninos consecutivos en Wimbledon de 2017 a 2018. En 2019, completó su carrera en Grand Slam cuando ganó el título individual en el Abierto de Francia. Además de sus victorias en Grand Slam, ganó varios títulos de Masters de tenis en silla de ruedas entre 2016 y 2018 y una medalla de plata en los Juegos Paralímpicos de verano de 2016.

## Carrera
De Groot nació con una longitud de pierna desigual y comenzó su carrera en el tenis en silla de ruedas a la edad de siete años. Comenzó a jugar en el Tour de Tenis en Silla de Ruedas de la ITF en 2009 como jugadora júnior. Durante su tiempo en la ITF, ganó el Master Júnior de la Fundación Cruyff en 2013 en individuales y dobles. Al año siguiente, ganó el Júnior Masters 2014 en dobles.
Debutó en Grand Slam en el Abierto de Australia 2017. Después de ubicarse en los cuartos de final del Abierto de Australia y el Abierto de Francia de 2017, ganó su primer título en Wimbledon 2017. Terminó los torneos de Grand Slam de ese año con una final en el US Open 2017. A principios de 2018, ganó el Abierto Australiano y apareció en la final del Abierto de Francia. Para los Grand Slams restantes de ese año, ganó la división individual femenina en el Campeonato de Wimbledon 2018 y su primer título individual del abierto estadounidense en el US Open 2018. En 2019, volvió a ganar el título en la competencia individual del Abierto australiano. En el Abierto de Francia de 2019, completó el Grand Slam de su carrera cuando ganó su primer título individual del abierto francés. Este título también la convirtió en la primera tenista en silla de ruedas en completar un Grand Slam fuera del año calendario (ganó los cuatro eventos individuales de Grand Slam seguidos, pero no en el mismo año). Durante el Campeonato de Wimbledon 2019 terminó con sus victorias consecutivas individuales cuando fue derrotada por Aniek van Koot en la final.
En dobles, fue subcampeona en los torneos de Australia, Francia y Wimbledon de 2017. Después de ganar su primer título de dobles en el Abierto de Estados Unidos de 2017, perdió en el Abierto de Australia de 2018 y ganó el evento de dobles en el Abierto de Francia de 2018. De Groot se convirtió en la primera tenista en silla de ruedas en ganar los eventos individuales y dobles femeninos en Wimbledon en julio de 2018. Ganó su segundo título de dobles en el US Open 2018 junto a Yui Kamiji. En el Abierto de Australia de 2019, ganó su primer título de dobles australiano con Aniek van Koot, además de su título de individual en enero de 2019. En los siguientes Grand Slams, De Groot y Van Koot ganaron los títulos en pareja de 2019 en el Abierto de Francia y Wimbledon.
Aparte de los torneos de Grand Slam, compitió en los Juegos Paralímpicos de verano de 2016 en individuales y dobles. Si bien De Groot no ganó una medalla individual, ganó una medalla de plata en dobles femeninos. En competiciones Masters, ganó el Masters de tenis en silla de ruedas de 2017 y 2018 individual femenino. Compitiendo en dobles, ganó el Masters en silla de ruedas 2016 con Lucy Shuker y el Masters de dobles en silla de ruedas 2017 junto a Marjolein Buis. También ha participado en la Copa Mundial por Equipos BNP Paribas en años consecutivos de 2011 a 2019.

## Reconocimientos
En 2018, fue nombrada campeona mundial de la ITF en tenis femenino en silla de ruedas. Al año siguiente, fue nominada para el Premio Laureus World Sports al deportista con discapacidad del año en 2019.